# Лютікова Валентина Іванівна
Валентина Іванівна Лютікова (нар.4 жовтня 1953; Керч, Автономна Республіка Крим) — проросійський політик, український колабораціоніст з Росією, Народний депутат України VII скликання, колишній член Партії регіонів.

## Освіта
Керченська філія Севастопольського приладобудівного інституту.
Дніпропетровський хіміко-технологічний інститут за фахом інженер-хімік-технолог.
Херсонський національний технічний університет.

## Трудова діяльність
1971 р. контролер ВТК, інженер з стандартизації на Керченському металургійному заводі ім. Войкова.
1986 р. призначена секретарем Кримського обласної профспілки робітників металургійної промисловості.
З 1989 по 1995 рр. — голова групи народного контролю, начальник квартирного бюро Керченського металургійного комбінату ім. Войкова.
У 1990 р. обрана депутатом Верховної Ради Автономної Республіки Крим.
З 1995 р. працювала головним спеціалістом відділу субсидій, завідувачки організаційно-контрольного відділу Керченської міської ради.
З 2002 по 2006 рр. очолювала Керченський центр зайнятості.
З 2006 р. — секретар Керченської міської ради.
На парламентських виборах 2012 р. висунута кандидатом у депутати Верховної Ради України від Партії регіонів по одномандатному мажоритарному виборчому округу № 5. За результатами голосування отримала перемогу набравши 41,81 % голосів виборців.
Після виборів Президента України 2014 року Лютікова вийшла з Партії Регіонів і увійшла до складу депутатської групи «За мир і стабільність». 18 вересня 2014 року на прес-конференції заявила про складання з себе депутатських повноважень у зв'язку участю у незаконних виборах в окупованому Криму.

## Державні нагороди
- Орден «За заслуги» III ст. (30 листопада 2013) — за значний особистий внесок у соціально-економічний, науково-технічний, культурно-освітній розвиток Української держави, вагомі трудові досягнення, багаторічну сумлінну працю[4]